# José Sócrates
José Sócrates Carvalho Pinto de Sousa (Porto, 1957) és un polític portuguès, Secretari general del Partit Socialista i Primer Ministre de Portugal entre el 12 de març de 2005 fins al 21 de juny de 2011. Els seus noms (prenoms, noms de font) són José i Sócrates, mentre que els cognoms són Carvalho i Pinto de Sousa, però sovint és conegut només pels dos prenoms.

## Inicis polítics
José Sócrates és membre del Partit Socialista de Portugal des de 1981, i membre de l'Assemblea de la República des de 1987. Entre 1995 i 1997 va ser Secretari d'Estat d'Ambient, i de 1997 a 1999, Ministre de Joventut i Esports, tot això durant el primer govern d'António Guterres. De 1999 a 2001 va ser Ministre d'Ambient, durant el segon govern d'António Guterres. Després de la renúncia d'Eduardo Ferro Rodrigues com a líder del partit, Sócrates va guanyar les eleccions internes del partit el 2004 amb un 80% de vots favorables.

## Primer Ministre de Portugal
Després de les eleccions legislatives portugueses de 2005 va aconseguir un mandat i un govern amb majoria absoluta a l'Assemblea de la República. Sócrates va tornar a vèncer en les eleccions legislatives portugueses de 2009 del 27 de setembre, encara que sense majoria absoluta i va formar un govern en minoria.
Va presentar la seva dimissió el 23 de març de 2011 després no haver-se aprovat al Parlament les seves mesures d'ajust econòmic. Encara que el dia 25, el president Cavaco Silva va iniciar una ronda de contactes amb els diferents partits polítics per resoldre la crisi oberta amb la decisió de Sòcrates, finalment va haver d'acceptar la dimissió i el dia 31 va anunciar eleccions anticipades per al 5 de juny.

## Operação Marquês
L'octubre de 2017 fou acusat d'haver rebut comissions per un import de 34 milions d'euros, fet que va negar. L'any 2018, Sócrates va abandonar el Partit Socialista. En la resolució d'instrucció, el 9 d'abril de 2021, el jutge Ivo Rosa va enviar-lo a judici per tres delictes de corrupció, 13 de blanqueig de capitals i 6 de frau fiscal.